# معهد بحوث التكنولوجيا الصناعية
معهد بحوث التكنولوجيا الصناعية هي مؤسسة للبحث والتطوير التكنولوجي في تايوان.
وقد ساهم معهد بحوث التكنولوجيا الصناعية، الذي تأسس في عام 1973، في نقل الصناعات التايوانية من الصناعات كثيفة العمالة إلى الصناعات القائمة على الابتكار. يقع المقر الرئيسي لـ معهد بحوث التكنولوجيا الصناعية في مدينة هسينشو ، تايوان، ولها مكاتب فرعية في الولايات المتحدة وأوروبا، واليابان. لقد ساهم مختبر وحاضنة معهد بحوث التكنولوجيا الصناعية المفتوحة في تعزيز الصناعات الناشئة والشركات الناشئة بما في ذلك الشركة المتحدة للإلكترونيات الدقيقة و شركة تايوان لصناعة أشباه الموصلات المحدودة.
في عام 1982، تم إنشاء مختبرات أبحاث المواد الجديدة تحت إشراف المعهد الدولي لأبحاث المواد وتم تعيين أوتو سي سي لين مديرًا مؤسسًا لها.
أطلق معهد بحوث التكنولوجيا الصناعية مؤخرًا استراتيجية التكنولوجيا وخريطة الطريق لعام 2030، والتي تركز على تقنيات تمكين الذكاء في مجالات الحياة الذكية والصحة الجيدة والبيئة المستدامة.

## تاريخ
منذ تأسيسه في عام 1973، كان معهد بحوث التكنولوجيا الصناعية محركًا مهمًا لاقتصاد تايوان، وخاصة صناعة التكنولوجيا.
في عام 2002، دخل معهد بحوث التكنولوجيا الصناعية في شراكة مع Apex Medical وبدأ في تطوير سلسلة منتجات العلاج التنفسي . كان هذا واحدًا من أولى عمليات التعاون الرئيسية لشركة Apex Medical.

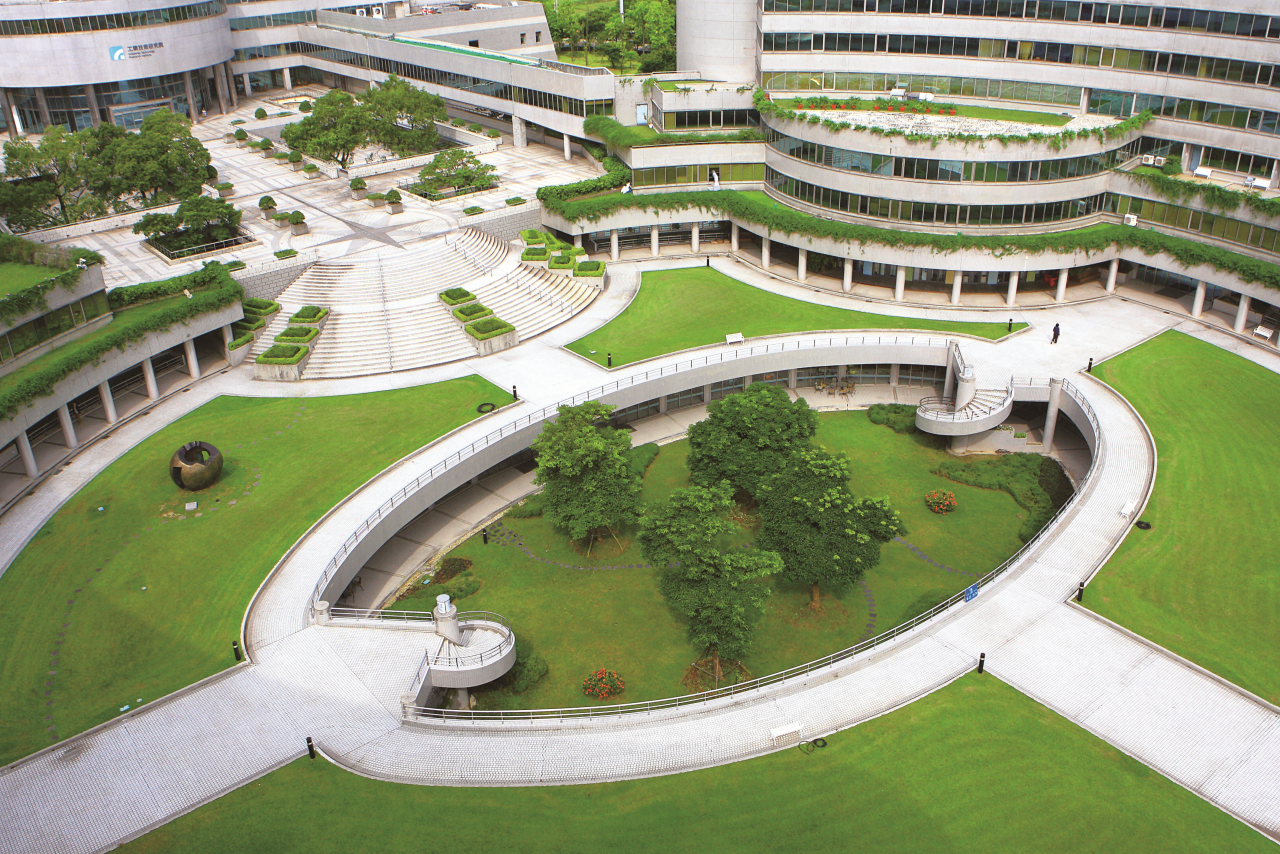
الساحة الرئيسية لمقر معهد بحوث التكنولوجيا الصناعية

في عام 2019، حظر معهد بحوث التكنولوجيا الصناعية جميع الهواتف الذكية وأجهزة الكمبيوتر التي تصنعها شركة Huawei الصينية من شبكتها الداخلية لأسباب أمنية. كان رد فعل مكتب شؤون تايوان الصيني سلبيًا على القرار حيث قال المتحدث باسمه إن القرار "يعرض التعاون الاقتصادي المنتظم بين البر الرئيسي وتايوان لأغراض سياسية".

## ابتكارات وتطبيقات

### سيارات ذاتية القيادة

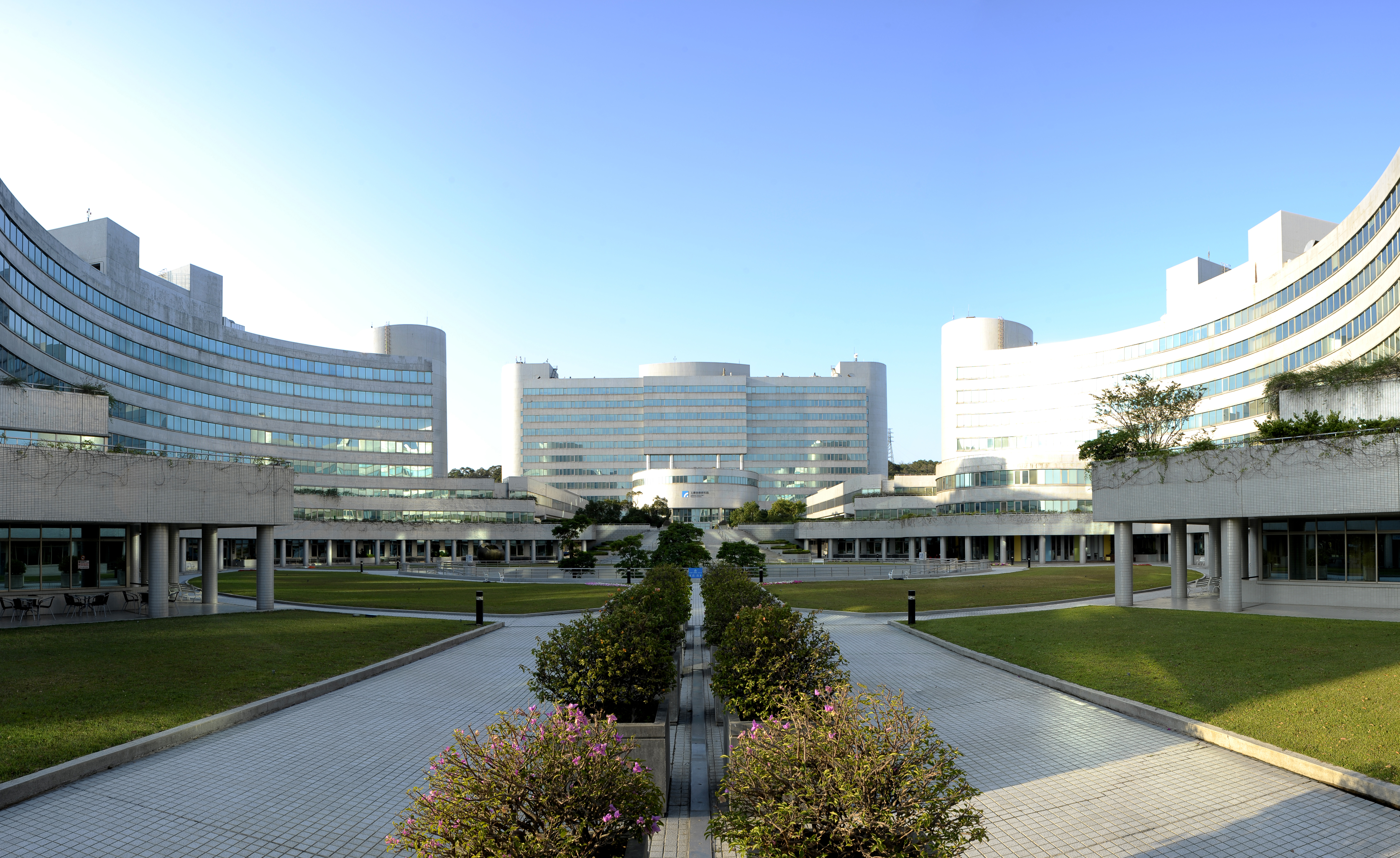
مقر معهد بحوث التكنولوجيا الصناعية

اعتبارًا من عام 2019، تراكمت لدى معهد بحوث التكنولوجيا الصناعية أكثر من 2000 سيارة ذاتية القيادة من الاختبارات في منطقة تشانغهوا الصناعية الساحلية.

### ستارفاب
ستارفاب هو مسرع تكنولوجيا أسسه معهد بحوث التكنولوجيا الصناعية ويركز على الابتكار في مجالات التصنيع الذكي والرعاية الطبية الذكية والتمويل الذكي والزراعة الذكية. يقع مقرها الرئيسي في تايبيه ولها مكتب في حديقة تاينان للعلوم .

### التركيز على البحث والتطوير

مقر معهد بحوث التكنولوجيا الصناعية من الأعلى

- تتضمن الحياة الذكية الجهود المبذولة لدمج التقنيات في تكنولوجيا المعلومات والاتصالات، والخدمات السحابية، والبيانات الضخمة، وما إلى ذلك، لتطوير الخدمات الذكية والخدمات اللوجستية والجيل القادم من الأجهزة المحمولة.
- تركز شركة Quality Health على تطوير البيولوجيا العلاجية المبتكرة والمواد والأدوات الطبية المركبة إلى جانب تقنيات مساعدة الرعاية الصحية.
- تركز البيئة المستدامة على الطاقة الخضراء، والنقل الذكي، والكتلة الحيوية، والتصنيع الأخضر المتقدم، وتقنيات الإغاثة في حالات الكوارث.

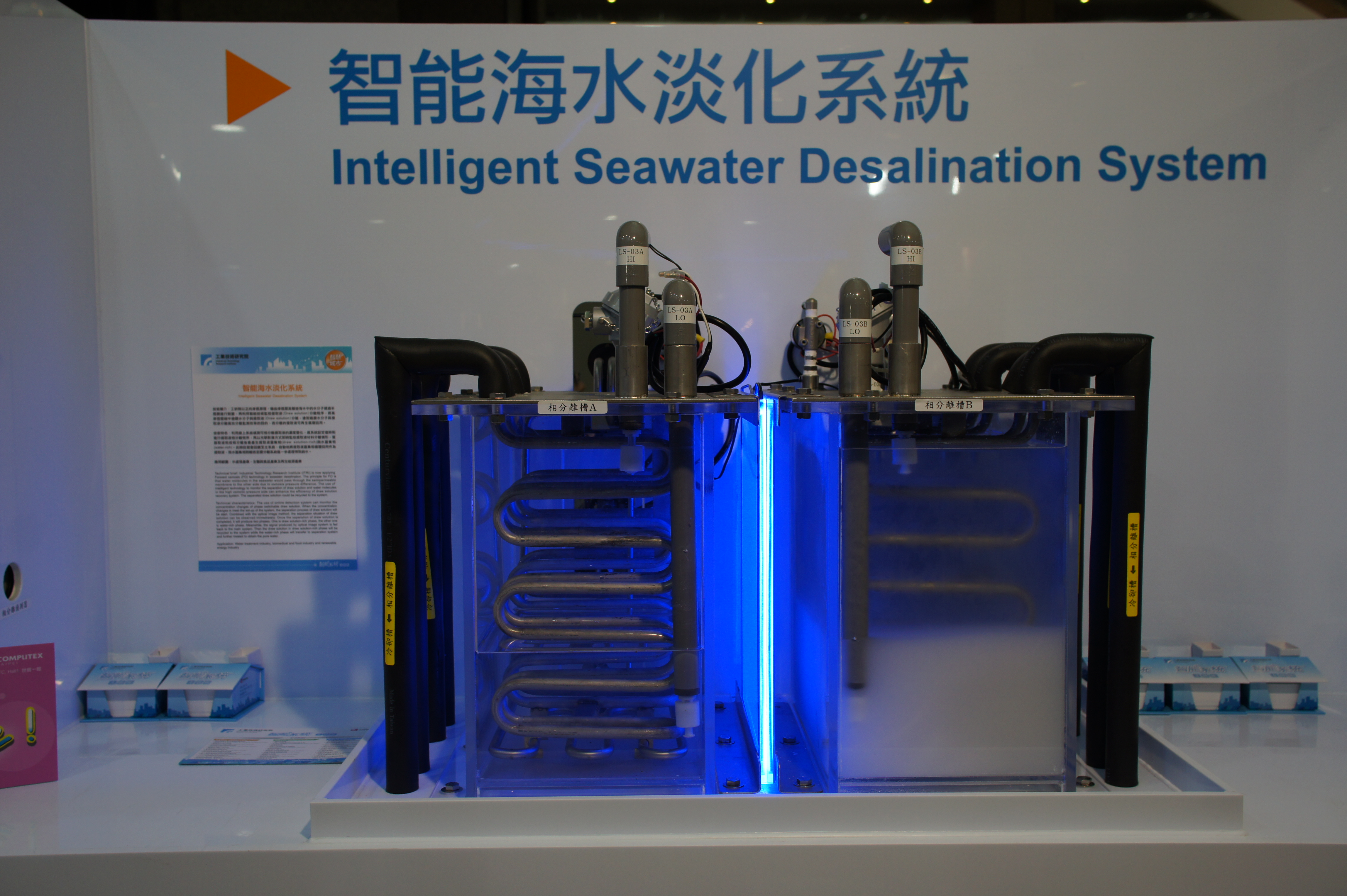
نظام معهد بحوث التكنولوجيا الصناعية الذكي لتحلية مياه البحر

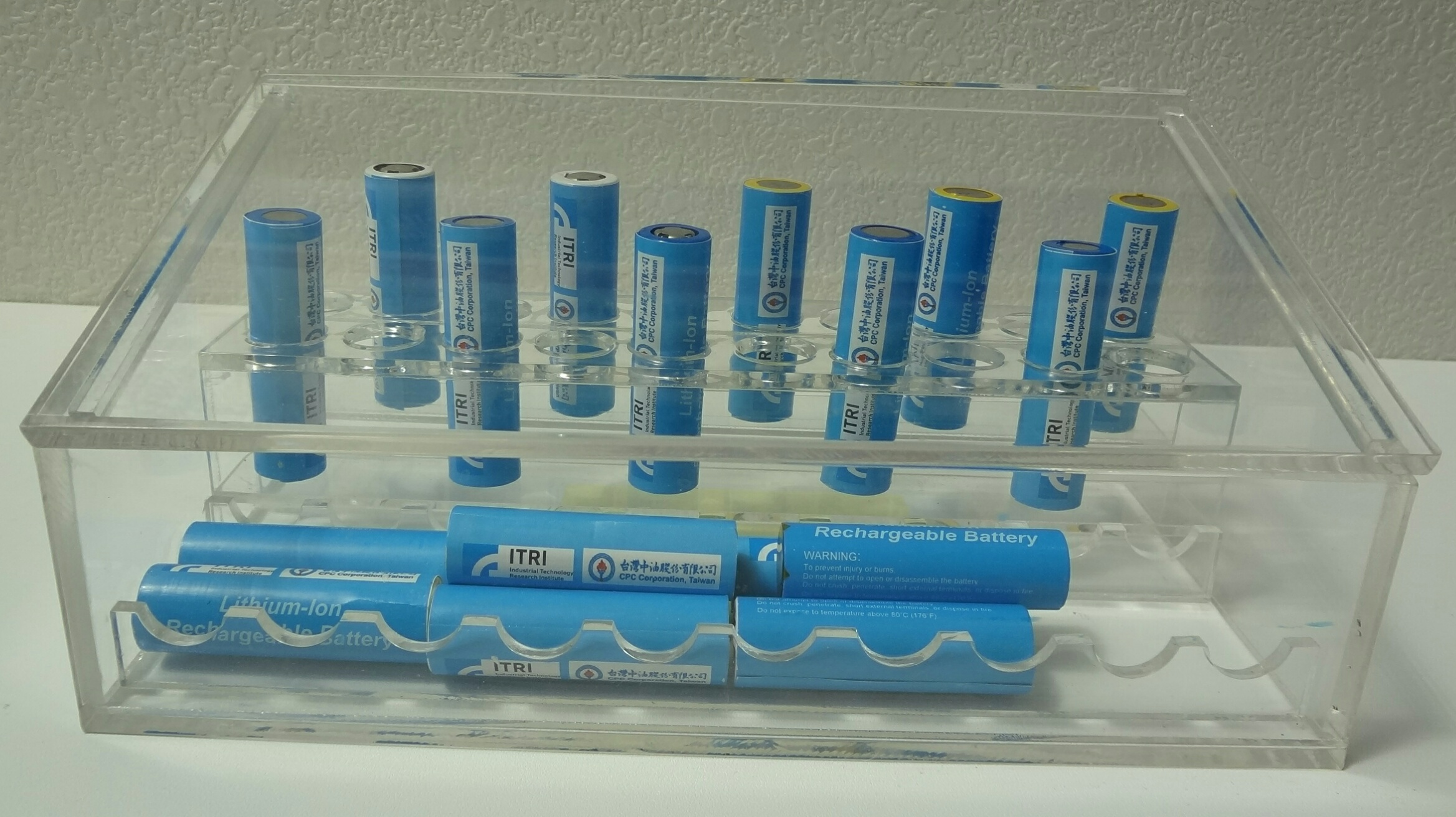
بطاريات ليثيوم أيون

- تتضمن تقنية تمكين الذكاء الذكاء الاصطناعي وأشباه الموصلات والاتصالات والأمن السيبراني والتقنيات السحابية لدعم اختراق التكنولوجيا وضمان خصوصية البيانات وسلامة المعلومات.

## مديرين
| الرئيس               | الرئيس                      |
| اسم                  | فترة                        |
| تشيه كونغ لي         | 2017.10.05 إلى الوقت الحاضر |
| تسونغ تسونغ وو       | 2016.07.22 إلى 2017.10.04   |
| تشينغ ين تساي        | 2010.02.22 إلى 2016.07.21   |
| جين فو تشانغ         | 2008.10.01 إلى 2010.02.21   |
| -------------------- | --------------------------- |
| تشين تاي شيه         | 16.06.2008 إلى 30.09.2008   |
| هسين لين             | 2000.08.22 إلى 2001.03.04   |
| تشن صن               | 20.01.1995 إلى 21.08.2000   |
| تا هاي لي            | 02.03.1994 إلى 14.11.1995   |
| موريس تشانغ          | 09.12.1988 إلى 01.03.1994   |
| شين سيو شو           | 01.07.1978 إلى 08.12.1988   |
| تشاو تشن وانغ        | 01.07.1973 إلى 30.06.1978   |
| مدير عام             |                             |
| اسم                  | فترة                        |
| إدوين ليو            | 2018.04.16 حتى الوقت الحاضر |
| باي زين تشانغ (مؤقت) | 15.02.2018 إلى 15.04.2018   |
| جونك مين ليو         | 2015.01.26 إلى 2018.02.14   |
| جيو مين شيو          | 16.04.2010 إلى 25.01.2015   |
| جونسي لي             | 28.08.2003 إلى 15.04.2010   |
| تشين تاي شيه         | 19.04.1994 إلى 27.08.2003   |
| أوتو سي سي لين       | 09.12.1988 إلى 18.04.1994   |
| موريس تشانغ          | 20.08.1985 إلى 08.12.1988   |
| هين تشي فانغ         | 01.08.1978 إلى 19.08.1985   |
| تشاو تشن وانغ        | 01.07.1973 إلى 31.07.1978   |

## مرتبة الشرف
- 2023 - كلاريفيت ضمن أفضل 100 مبتكر عالمي.
- 2023 - جوائز الابتكار في معرض CES لحوض السمك المزود بالذكاء الاصطناعي.
- 2022 - جوائزR&D 100 لشاشة LED عالية الدقة وكاملة الألوان لنظارات الواقع المعزز، ونقطة الرعاية AI-DR، وGreenTape™ 9KC LTCC وAg Metalization للأجهزة اللاسلكية.
- 2022 - جوائز Edison لـ BioMS-Ti وPortable Edge AI-DR.
- 2022 - كلاريفيت ضمن أفضل 100 مبتكر عالمي.
- 2022 - جوائز الابتكار في معرض CES لروبوت RGB-D AI وiPetWeaR ونظام الاستشعار الحراري الشامل.
- 2021 - جوائز التميز في الاتصالات: الفائز الذهبي لأفضل تقنية.
- 2021 - جوائز التميز في الاتصالات: الفائز الفضي بالحملة التسويقية لهذا العام.
- 2021 - جوائز التميز في العلاقات العامة والتسويق: أفضل حملة تسويق خارجية لهذا العام.
- 2021 - جوائز NYX Marcom: الفائز الكبير بحملة التسويق الرقمي.
- 2021 - جوائز NYX Marcom: الفائز الذهبي للمواد التسويقية.
- 2021 - جوائز R&D 100 لمفصل الروبوت المعزز المحدد بالبرمجيات ، والمواد والهياكل المحاكاة الحيوية للطباعة ثلاثية الأبعاد لتكامل الأنسجة، وعصا الماء في كل مكان.
- 2021 - HR Asia أفضل الشركات للعمل بها في آسيا.
- 2021 - جوائز Edison لنظام خدمة الرف المكوكي عالي الكثافة القائم على الذكاء الاصطناعي وMetabColor.
- 2021 - كلاريفيت أفضل 100 مبتكر عالمي.
- 2021 - جوائز الابتكار في معرض CES لـ iDarlingWeaR.
- 2020 - جوائز R&D 100 للخلايا الحساسة للصبغ كمصدر للطاقة لأجهزة الاستشعار، وإلكتروليت أميد إيبوكسي بوليمر شبكي لبطاريات الليثيوم أيون الصلبة ، وحل الرعاية الذكية للجروح المزمنة..
- 2020 - اختيار الحكام لجوائز SCF.
- 2020 - جوائز Edison لـ iKNOBEADS وCelluad.
- 2020 - ديروينت ضمن أفضل 100 مبتكر عالمي.
- 2020 - جوائز الابتكار في معرض CES لـ PECOLA (الروبوت المرافق الشخصي لكبار السن الذين يعيشون بمفردهم) وiStimUweaR.
- 2019 - جائزة R&D 100 لنظام مصفوفة البطاريات القابلة لإعادة التشكيل والتنظيم، وتكنولوجيا تصنيع الخرز المغناطيسي.
- 2019 - ديروينت ضمن أفضل 100 مبتكر عالمي.
- 2019 - جوائز إديسون لـ iRoadSafe.[13]
- 2019 - جوائز الابتكار في معرض CES للطائرة الهجينة بدون طيار ذات الحمولة العالية والمدة.
- 2018 - جائزة R&D 100 لنظام دوريات الشرطة الآلي بدون طيار، والصباغة الوظيفية المتزامنة مع تقنية ثاني أكسيد الكربون فوق الحرجة، ونظام تعقيم المياه المحمول.
- 2018 - جوائز إديسون لعمال الإنقاذ في حالات الطوارئ المعتمد على السوائل.[14]
- 2018 - جوائز الابتكار في معرض CES لنظام الرؤية الذكي للروبوتات المصاحبة وكاشف بقايا المبيدات المحمول.
- 2018 - كلاريفيت أناليتيكس لأفضل 100 مبتكر عالمي.[15]
- 2017 - جوائز R&D 100 لـ CoolSo، وChemSEI-Linker، ونظام إعادة تدوير نفايات شاشات الكريستال السائل، وCINmat، وBESTAI، وCyperEpi، ومنصة مستوى النظام الإلكتروني للطاقة والحرارة، وبرامج الإدارة التشخيصية والصحية في أشباه الموصلات.
- 2017 - جائزة التقدير الخاصة لـ R&D 100 في التكنولوجيا الخضراء لنظام إعادة تدوير نفايات شاشات الكريستال السائل.
- 2017 - جوائز إديسون لبطارية الألمنيوم فائقة السرعة القابلة لإعادة الشحن.
- 2016 - جائزة R&D 100 لـ iSmartweaR، وتقنية العرض الأمامي العائم متعدد الشاشات لمسافة طويلة، والروبوت الهيكلي الخارجي المساعد على المشي القابل للارتداء، وبطارية الألومنيوم فائقة السرعة القابلة لإعادة الشحن، وSpeedPro.
- 2016 - معهد بحوث التكنولوجيا الصناعية يفوز بالجائزة الكبرى وجائزة تقدير التصميم في مسابقة OpenStack Hackathon التايوانية لجهاز استشعار يمكن ارتداؤه يقيس الإشارات العضلية لعازفي الكمان.
- 2015 - جائزة R&D 100 للثنائي العضوي الباعث للضوء المقترن بالبلازمون، وإضاءة الطوارئ المعتمدة على السوائل، ونظام الأغشية اللمسية عالية الحساسية لأجهزة تقويم العظام القابلة للارتداء، وتقنية غشاء PolyE.
- 2015 - جائزة Frost & Sullivan لأفضل الممارسات في ابتكار المنتجات الجديدة للمحلل الحراري المدمج.
- 2015 - طومسون رويترز ضمن قائمة أفضل 100 مبتكر عالميًا.
- 2014 - جائزة R&D 100 للمحلل الحراري المدمج وتقنية حلقات الكالسيوم عالية الكفاءة.
- 2013 - جوائز R&D 100 لتكنولوجيا iAT، وFluxMerge، وButyFix.
- 2012 - جوائز وول ستريت جورنال للابتكار التكنولوجي لعام 2012 عن SideLighter وaePLASMA.
- 2012 - جوائز R&D 100 لـ Lignoxy، وTEMM، وSideLighter، وaePLASMA، وLight&Light، وAVA-Clamp.
- 2012 - جائزة A&D SIC لأسبوع الطيران لـ REDDEX.
- 2011 - جوائز وول ستريت جورنال للابتكار التكنولوجي لعام 2011 عن i2R e-Paper وSpray-IT.
- 2011 - جائزة معهد بحوث التكنولوجيا الصناعية كمنظمة ممتازة، جوائز صناعة الطاقة الشمسية، المملكة المتحدة لرادوم الطاقة الشمسية.
- 2011 – جائزة R&D 100 لـ i2R e-Paper وHyTAC.
- 2011 - الجائزة الفضية، جوائز عرض العام من جمعية عرض المعلومات لركيزة معهد بحوث التكنولوجيا الصناعية المرنة لشاشات العرض.
- 2010 - الجائزة الذهبية الإجمالية، جوائز وول ستريت جورنال للابتكار التكنولوجي لعام 2010 عن FlexUPD، الوصيف عن MDPS.
- 2010 - جوائز R&D 100 لـ FlexUPD وi2/3DW وREDDEX.
- 2009 - جوائز البحث والتطوير 100 لـ STOBA.
- 2009 - جوائز وول ستريت جورنال للابتكار التكنولوجي لعام 2009 عن FleXpeaker.
- 2009 - جائزة iF Design لنظام الإضاءة الموجه بالسوائل.
- 2009 - جائزة Red Dot Design لراديو Flexio.
- 2008 – جائزة R&D 100 لمصابيح LED ذات التيار المتردد على الرقاقة.